# Manuela Montebrun
Manuela Montebrun född den 13 november 1979 i Laval, är en fransk friidrottare som tävlar i släggkastning.
Montebruns första internationella mästerskaps final som senior var VM 1999 då hon slutade på en tolfte plats med ett kast på 62,44. Hon deltog vid Olympiska sommarspelen 2000 men tog sig där inte vidare från kvalet. 
Vid VM 2001 slutade hon på en femte plats med ett kast på 67,78. Samma år vann hon guld vid Universiaden i Peking. Under 2002 deltog hon vid EM i München där hennes 72,04 placerade henne på tredje plats efter Olga Kuzenkova och Kamila Skolimowska. Samma placering nådde hon vid VM 2003 i Paris då efter att ha kastat 70,92. Hennes övermän denna gång blev Yipsi Moreno och Kuzenkova.
Montebrun deltog även vid Olympiska sommarspelen 2004 vilket blev en besvikelse för henne. Kvalgränsen var satt till 68,50 och hennes 67,90 gjorde att hon missade finalomgången. 
Vid VM 2005 tog hon sig vidare till finalen och kastade där 71,41 vilket var en meter kortare än vad bronsmedaljören Tatjana Lysenko kastade och hon fick nöja sig med en fjärde plats. Vid VM 2007 var hon åter med i finalen och slutade denna gång på en åttonde plats med ett kast på 70,36.
Vid hennes tredje olympiska spel, Olympiska sommarspelen 2008, lyckades hon ta sig vidare till finalen och hon slutade där på femte plats med ett kast på 72,54.

## Personliga rekord
- Slägga - 74,66 meter